# Eurovision Song Contest 2012
Der 57. Eurovision Song Contest fand vom 22. bis 26. Mai 2012 in der Baku Crystal Hall in der aserbaidschanischen Hauptstadt Baku statt. Das aserbaidschanische Gesangsduo Ell & Nikki hatte den Wettbewerb im Vorjahr mit dem Beitrag Running Scared gewonnen.
Der schwedische Beitrag Euphoria, vorgetragen von der Sängerin Loreen, belegte den ersten Platz. Mit 372 Punkten erreichte sie die zweithöchste Punktzahl im alten Wertungssystem nach Alexander Rybak 2009.

## Austragungsort
Bereits Mitte Mai 2011 war der Bau eines neuen Konzert-Komplexes im Zentrum von Baku vorgeschlagen worden. Als mögliche Austragungsorte wurden außerdem das Tofiq-Bəhramov-Stadion und der „Heydar Aliyev Palast“ genannt. Am 4. August 2011 wurde offiziell der Bau der „Baku Concert Arena“ am „Dövlət Bayrağı Meydanı“ (deutsch: „Platz der Nationalflagge“) bekannt gegeben. Nach Angaben von Azad TV sollte die geplante „Baku Crystal Hall“ ein Fassungsvermögen von 25.000 Personen aufweisen.
Beim ESC hatte die Baku Crystal Hall aufgrund der Bühnenaufbauten ein Fassungsvermögen von zirka 16.000 Personen. Die Baukosten der Halle betrugen 120 bis 140 Millionen Euro. Die Gesamtausgaben wurden vom East-West Research Centre in Baku auf 575 Millionen Euro geschätzt.

## Teilnehmer

Länder, die im Jahr 2012
nicht teilnahmen, aber mal teilgenommen hatten
teilnahmen
im Halbfinale ausschieden

Bis zum Ablauf der Anmeldefrist hatten sich 43 Länder zur Teilnahme am 57. Eurovision Song Contest in Baku, Aserbaidschan angemeldet. Nach zwei Jahren Pause nahm Montenegro wieder teil. Dagegen entschied sich Polen, in diesem Jahr nicht am Eurovision Song Contest teilzunehmen.
Von den teilnehmenden Ländern waren Aserbaidschan als gastgebendes Land und die „Big Five“ (Deutschland, Frankreich, Italien, Spanien und das Vereinigte Königreich) direkt für das Finale am 26. Mai 2012 qualifiziert. Die anderen Länder mussten in zwei Halbfinalen unter die ersten Zehn kommen, um am Finale teilnehmen zu können. Am ersten Halbfinale sollten 18 Länder, am zweiten zunächst 19 Länder teilnehmen. Die sechs bereits qualifizierten Länder hatten bei jeweils einem der beiden Halbfinalen Stimmrecht.
Die Teilnehmerzahl verringerte sich auf 42 Länder, als am 7. März 2012 der armenische Sender der Europäischen Rundfunkunion (EBU) mitteilte, dass Armenien doch nicht am Eurovision Song Contest in Baku teilnehmen werde. Zu diesem Zeitpunkt war Armenien bereits der ersten Startergruppe des zweiten Halbfinales zugelost worden, hatte jedoch noch keinen Beitrag ausgewählt.

### Wiederkehrende Interpreten
| Land                    | Interpret                        | Vorherige(s) Teilnahmejahr(e)                                                                      |
| ----------------------- | -------------------------------- | -------------------------------------------------------------------------------------------------- |
| Belarus                 | Alexandros Panayi (Begleitung)   | 1995 für Zypern • 2000 für Zypern (als Mitglied von Voice)                                         |
| Belarus                 | Alexandros Panayi (Begleitung)   | Begleitung: 2005 und 2009 für Griechenland • 1989 und 1991 für Zypern                              |
| Bosnien und Herzegowina | Maya Sar                         | Begleitung: 2004 und 2011                                                                          |
| Georgien                | Anri Dschochadse                 | Begleitung: 2008                                                                                   |
| Griechenland            | Jenia Evgenios Buli (Begleitung) | 2010 (zusammen mit Giorgos Alkeos als Mitglied der Friends)                                        |
| Griechenland            | Jenia Evgenios Buli (Begleitung) | Begleitung: 2009 für Albanien • 2011 für Armenien                                                  |
| Irland                  | Jedward                          | 2011                                                                                               |
| Island                  | Jónsi                            | 2004                                                                                               |
| Mazedonien              | Kaliopi                          | Qualifikationsrunde 1996                                                                           |
| Serbien                 | Željko Joksimović                | 2004 für Serbien und Montenegro (zusammen mit Ad Hoc Orchestra)                                    |
| Serbien                 | Dragan Krstić (Begleitung)       | 2004 für Serbien und Montenegro (zusammen mit Željko Joksimović als Mitglied vom Ad Hoc Orchestra) |
| Serbien                 | Miloš Nikolić (Begleitung)       | 2004 für Serbien und Montenegro (zusammen mit Željko Joksimović als Mitglied vom Ad Hoc Orchestra) |
| Slowenien               | Martina Majerle (Begleitung)     | 2009 (zusammen mit Quartissimo als Martina)                                                        |
| Slowenien               | Martina Majerle (Begleitung)     | Begleitung: 2007 und 2011 •• 2003 für Kroatien • 2008 für Montenegro                               |
| Türkei                  | Arif Durgeç (Begleitung)         | 2005 (zusammen mit Gülseren als Mitglied von Shaman)                                               |

## Halbfinale

Teilnehmer des 1. Halbfinales
Stimmberechtigte Länder im 1. Halbfinale
Teilnehmer des 2. Halbfinales
Stimmberechtigte Länder im 2. Halbfinale

### Auslosungen
Am 25. Januar 2012 fand in Baku in einer Zeremonie die Ziehung der beiden Halbfinale statt. Dabei wurden auch das vollständige Logo und das Motto „Light Your Fire!“ in Anlehnung an Aserbaidschan als „Land des Feuers“ (Erdöls) vorgestellt. Für die musikalische Untermalung sorgten neben Safura und AySel die ESC-Gewinner Marija Šerifović, Dima Bilan, Alexander Rybak, Lena und Ell & Nikki mit ihren Siegertiteln.
Die teilnehmenden Länder, außer den Big Five und dem Gastgeber Aserbaidschan, wurden anhand ihrer Stimmvergabe der letzten Jahre auf sechs Töpfe verteilt. Aserbaidschan, Frankreich, Italien, Spanien und das Vereinigte Königreich wurden als mitabstimmende Nationen per Los einem Halbfinale zugeteilt. Deutschland war von vornherein für das zweite Halbfinale gesetzt, da es bereits vorher bei der EBU erfolgreich beantragt hatte, beim zweiten Halbfinale abstimmen zu dürfen. Danach wurden die übrigen Teilnehmer nach einem Schlüssel aus den Töpfen einem der beiden Halbfinale zugelost. Bei der Ziehung wurde gleichzeitig festgelegt, ob das Land in der ersten oder in der zweiten Hälfte des jeweiligen Halbfinales startet.
Beim Treffen der Referenzgruppe der Europäischen Rundfunkunion am 20. März 2012 wurden die Startnummern in den Halbfinalen sowie der vorqualifizierten Länder im Finale ausgelost. Dabei wurden aus jeder Halbfinalhälfte und aus dem Finale je eine Wildcard gezogen, die sich ihren Startplatz aussuchten durften. Dies waren im ersten Halbfinale Finnland (Nr. 9) und Irland (Nr. 18), im zweiten die Ukraine (Nr. 7) und Litauen (Nr. 18) sowie im Finale Spanien (Nr. 19).
| Topf 1                                                                                        | Topf 2                                                         | Topf 3                                                      | Topf 4                                                              | Topf 5                                                      | Topf 6                                                                |
| --------------------------------------------------------------------------------------------- | -------------------------------------------------------------- | ----------------------------------------------------------- | ------------------------------------------------------------------- | ----------------------------------------------------------- | --------------------------------------------------------------------- |
| - Albanien - Bosnien und Herzegowina - Kroatien - Mazedonien - Montenegro - Schweiz - Serbien | - Dänemark - Estland - Finnland - Island - Norwegen - Schweden | - Belarus - Georgien - Israel - Moldau - Russland - Ukraine | - Armenien - Belgien - Griechenland - Niederlande - Türkei - Zypern | - Irland - Lettland - Litauen - Malta - Portugal - Rumänien | - Bulgarien - Österreich - San Marino - Slowakei - Slowenien - Ungarn |

### Erstes Halbfinale
Das erste Halbfinale fand am 22. Mai 2012, 21:00 Uhr (MESZ) statt. Die zehn bestplatzierten Länder qualifizierten sich für das Finale. Sie sind hier hellgrün unterlegt.
 Italien,  Aserbaidschan und  Spanien und die Teilnehmerländer des ersten Halbfinale waren in diesem Halbfinale stimmberechtigt.
| Platz | Startnr. | Land         | Interpret                                   | Lied Musik (M) und Text (T) | Sprache                                             | Übersetzung (Inoffiziell)         | Punkte |
| ----- | -------- | ------------ | ------------------------------------------- | --- | --------------------------------------------------- | --------------------------------- | ------ |
| 01.   | 14       | Russland     | Buranowskije Babuschki Бура́новские ба́бушки  | Party for Everybody M: Wiktor Drobysch; Timofei Leontiew; T: Olga Tuktarowa, Mary Susan Applegate                                                                            | Udmurtisch, Englisch                                | Party für alle                    | 152    |
| 02.   | 05       | Albanien     | Rona Nishliu                                | Suus M: Florent Boshnjaku; T: Rona Nishliu | Albanisch mit lateinischem Titel                    | Persönlich                        | 146    |
| 03.   | 06       | Rumänien     | Mandinga                                    | Zaleilah M: Costi Ioniță; T: Elena Ionescu, Dihigo Omar Secada | Spanisch, Englisch                                  | –                                 | 120    |
| 04.   | 03       | Griechenland | Eleftheria Eleftheriou Ελευθερία Ελευθερίου | Aphrodisiac M/T: Dimitris Stassos, Mikaela Stenström, Dajana Lööf | Englisch                                            | Aphrodisiakum                     | 116    |
| 05.   | 17       | Moldau       | Pasha Parfeni                               | Lăutar M: Pavel Parfeni, Alex Brașoveanu; T: Pavel Parfeni | Englisch                                            | Musikant                          | 100    |
| 06.   | 18       | Irland       | Jedward                                     | Waterline M/T: Nick Jarl, Sharon Vaughn | Englisch                                            | Wasserlinie                       | 092    |
| 07.   | 12       | Zypern       | Ivi Adamou Ήβη Αδάμου                       | La La Love M/T: Alex Papakonstantinou, Björn Djupström, Alexandra Zakka, Viktor Svensson                                                                                     | Englisch                                            | La-la-Liebe                       | 091    |
| 08.   | 02       | Island       | Greta Salóme & Jónsi                        | Never Forget M/T: Greta Salóme Stefánsdóttir | Englisch                                            | Vergiss niemals                   | 075    |
| 09.   | 13       | Dänemark     | Soluna Samay                                | Should’ve Known Better M: Mikkel Johan Imer Sigvardt (Remee), Lars Pedersen (Chief 1); T: Lars Pedersen (Chief 1), Isam Bachiri (Isam B), Mikkel Johan Imer Sigvardt (Remee) | Englisch                                            | Ich hätte es besser wissen müssen | 063    |
| 10.   | 15       | Ungarn       | Compact Disco                               | Sound of Our Hearts M/T: Behnam Lotfi, Attila Sándor, Csaba Walkó, Gábor Pál                                                                                                 | Englisch                                            | Klang unserer Herzen              | 052    |
| 11.   | 07       | Schweiz      | Sinplus                                     | Unbreakable M/T: Ivan Broggini, Gabriel Broggini | Englisch                                            | Unzerstörbar                      | 045    |
| 12.   | 09       | Finnland     | Pernilla Karlsson                           | När jag blundar M/T: Jonas Karlsson | Schwedisch                                          | Wenn ich meine Augen schließe     | 041    |
| 13.   | 10       | Israel       | Izabo                                       | Time M/T: Ran Shem-Tov, Shiri Hadar | Englisch, Hebräisch                                 | Zeit                              | 033    |
| 14.   | 11       | San Marino   | Valentina Monetta                           | The Social Network Song (OH OH–Uh-OH OH) M: Ralph Siegel; T: José Santana Rodriguez, Timothy Touchton                                                                        | Englisch                                            | Das Lied der sozialen Netzwerke   | 031    |
| 15.   | 01       | Montenegro   | Rambo Amadeus Рамбо Амадеус                 | Euro Neuro M/T: Antonije Pušić (Rambo Amadeus) | Englisch mit Wörtern in Deutsch und Montenegrinisch | –                                 | 020    |
| 16.   | 04       | Lettland     | Anmary                                      | Beautiful Song M: Ivars Makstnieks; T: Rolands Ūdris | Englisch                                            | Schönes Lied                      | 017    |
| 17.   | 08       | Belgien      | Iris                                        | Would You? M/T: Nina Sampermans, Jean Bosco Safari, Walter Mannaerts | Englisch                                            | Würdest du?                       | 016    |
| 18.   | 16       | Österreich   | Trackshittaz                                | Woki mit deim Popo M: Lukas Plöchl; T: Lukas Plöchl, Manuel Hoffelner | Deutsch                                             | Wackel mit deinem Popo            | 008    |

### Punktetafel erstes Halbfinale
| Abstimmungsergebnisse                                                                                | Abstimmungsergebnisse | Abstimmungsergebnisse | Abstimmungsergebnisse | Abstimmungsergebnisse | Abstimmungsergebnisse | Abstimmungsergebnisse | Abstimmungsergebnisse | Abstimmungsergebnisse | Abstimmungsergebnisse | Abstimmungsergebnisse | Abstimmungsergebnisse | Abstimmungsergebnisse | Abstimmungsergebnisse | Abstimmungsergebnisse | Abstimmungsergebnisse | Abstimmungsergebnisse | Abstimmungsergebnisse | Abstimmungsergebnisse | Abstimmungsergebnisse | Abstimmungsergebnisse | Abstimmungsergebnisse | Abstimmungsergebnisse | Abstimmungsergebnisse | Abstimmungsergebnisse | Abstimmungsergebnisse |
| Startnr.                                                                                             | Land                  | Platz                 | Punkte                | AL                    | AT                    | AZ                    | BE                    | CY                    | DK                    | FI                    | GR                    | HU                    | IS                    | IE                    | IL                    | IT                    | LV                    | MD                    | ME                    | RO                    | RU                    | SM                    | ES                    | CH                    | Votings               |
| --- | --------------------- | --------------------- | --------------------- | --------------------- | --------------------- | --------------------- | --------------------- | --------------------- | --------------------- | --------------------- | --------------------- | --------------------- | --------------------- | --------------------- | --------------------- | --------------------- | --------------------- | --------------------- | --------------------- | --------------------- | --------------------- | --------------------- | --------------------- | --------------------- | --------------------- |
| 01                                                                                                   | Montenegro            | 15                    | 020                   | 12                    | –                     | –                     | –                     | –                     | –                     | –                     | –                     | –                     | –                     | –                     | –                     | –                     | –                     | –                     |                       | –                     | –                     | 8                     | –                     | –                     | 02                    |
| 02                                                                                                   | Island                | 08                    | 075                   | –                     | 2                     | –                     | 5                     | 8                     | 10                    | 10                    | 5                     | 4                     |                       | –                     | 4                     | 1                     | 5                     | 2                     | 5                     | –                     | 1                     | 3                     | 6                     | 4                     | 16                    |
| 03                                                                                                   | Griechenland          | 04                    | 116                   | 8                     | 1                     | 10                    | 8                     | 12                    | 4                     | –                     |                       | –                     | 5                     | 10                    | 3                     | 5                     | –                     | 10                    | 10                    | 12                    | 5                     | 7                     | 3                     | 3                     | 17                    |
| 04                                                                                                   | Lettland              | 16                    | 017                   | –                     | –                     | 3                     | –                     | –                     | –                     | –                     | –                     | –                     | –                     | 4                     | –                     | –                     |                       | 4                     | 2                     | –                     | 4                     | –                     | –                     | –                     | 05                    |
| 05                                                                                                   | Albanien              | 02                    | 146                   |                       | 12                    | 12                    | 10                    | 10                    | 7                     | 5                     | 10                    | 10                    | 3                     | 1                     | 5                     | 12                    | 4                     | 1                     | 12                    | 4                     | 2                     | 10                    | 4                     | 12                    | 20                    |
| 06                                                                                                   | Rumänien              | 03                    | 120                   | 5                     | 5                     | 7                     | 4                     | 6                     | 1                     | –                     | 8                     | 3                     | 4                     | 12                    | 8                     | 10                    | –                     | 12                    | 7                     |                       | 8                     | 6                     | 12                    | 2                     | 18                    |
| 07                                                                                                   | Schweiz               | 11                    | 045                   | 3                     | 3                     | –                     | –                     | 2                     | –                     | –                     | –                     | 8                     | 2                     | –                     | 1                     | 8                     | 7                     | 8                     | –                     | 2                     | –                     | 1                     | –                     |                       | 11                    |
| 08                                                                                                   | Belgien               | 17                    | 016                   | 2                     | –                     | –                     |                       | –                     | –                     | 2                     | 4                     | –                     | –                     | 6                     | –                     | –                     | –                     | –                     | –                     | 1                     | –                     | –                     | 1                     | –                     | 06                    |
| 09                                                                                                   | Finnland              | 12                    | 041                   | 1                     | –                     | –                     | 1                     | –                     | 8                     |                       | –                     | 12                    | 7                     | 3                     | 2                     | –                     | 6                     | –                     | –                     | –                     | –                     | –                     | –                     | 1                     | 09                    |
| 10                                                                                                   | Israel                | 13                    | 033                   | –                     | 7                     | –                     | –                     | 1                     | 3                     | 3                     | –                     | 5                     | –                     | –                     |                       | –                     | 1                     | –                     | –                     | 5                     | 6                     | –                     | 2                     | –                     | 09                    |
| 11                                                                                                   | San Marino            | 14                    | 031                   | 10                    | –                     | 5                     | –                     | –                     | –                     | –                     | 2                     | –                     | –                     | –                     | –                     | 3                     | –                     | 7                     | 4                     | –                     | –                     |                       | –                     | –                     | 06                    |
| 12                                                                                                   | Zypern                | 07                    | 091                   | 6                     | –                     | 1                     | 3                     |                       | –                     | 1                     | 12                    | –                     | 12                    | 5                     | 10                    | 7                     | 3                     | 3                     | 6                     | 7                     | 7                     | –                     | 8                     | –                     | 15                    |
| 13                                                                                                   | Dänemark              | 09                    | 063                   | –                     | –                     | –                     | –                     | 4                     |                       | 8                     | 1                     | 1                     | 8                     | 7                     | –                     | 6                     | 8                     | –                     | –                     | 3                     | 3                     | 4                     | –                     | 10                    | 12                    |
| 14                                                                                                   | Russland              | 01                    | 152                   | –                     | 10                    | 8                     | 12                    | 7                     | 12                    | 12                    | 7                     | 7                     | 6                     | 8                     | 12                    | 2                     | 12                    | 6                     | 8                     | 6                     |                       | 2                     | 7                     | 8                     | 19                    |
| 15                                                                                                   | Ungarn                | 10                    | 052                   | 7                     | 4                     | 2                     | 6                     | 5                     | 5                     | 4                     | –                     |                       | –                     | –                     | –                     | –                     | –                     | 5                     | –                     | 8                     | –                     | –                     | –                     | 6                     | 10                    |
| 16                                                                                                   | Österreich            | 18                    | 008                   | –                     |                       | –                     | 2                     | –                     | –                     | –                     | –                     | –                     | 1                     | –                     | –                     | –                     | –                     | –                     | –                     | –                     | –                     | –                     | –                     | 5                     | 03                    |
| 17                                                                                                   | Moldau                | 05                    | 100                   | 4                     | 6                     | 6                     | –                     | 3                     | 6                     | 6                     | 6                     | 2                     | –                     | 2                     | 6                     | 4                     | 2                     |                       | 3                     | 10                    | 12                    | 5                     | 10                    | 7                     | 18                    |
| 18                                                                                                   | Irland                | 06                    | 092                   | –                     | 8                     | 4                     | 7                     | –                     | 2                     | 7                     | 3                     | 6                     | 10                    |                       | 7                     | –                     | 10                    | –                     | 1                     | –                     | 10                    | 12                    | 5                     | –                     | 14                    |
| Die Tabelle ist senkrecht nach der Auftrittsreihenfolge im Finale geordnet, waagerecht alphabetisch. |                       |                       |                       |                       |                       |                       |                       |                       |                       |                       |                       |                       |                       |                       |                       |                       |                       |                       |                       |                       |                       |                       |                       |                       |                       |

### Statistik der Zwölf-Punkte-Vergabe (Erstes Semifinale)
| Anzahl | Land         | erhalten von                                            |
| ------ | ------------ | ------------------------------------------------------- |
| 5      | Albanien     | Aserbaidschan, Italien, Montenegro, Österreich, Schweiz |
| 5      | Russland     | Belgien, Dänemark, Finnland, Israel, Lettland           |
| 3      | Rumänien     | Irland, Moldau, Spanien                                 |
| 2      | Griechenland | Rumänien, Zypern                                        |
| 2      | Zypern       | Griechenland, Island                                    |
| 1      | Finnland     | Ungarn                                                  |
| 1      | Irland       | San Marino                                              |
| 1      | Moldau       | Russland                                                |
| 1      | Montenegro   | Albanien                                                |

### Zweites Halbfinale
Das zweite Halbfinale fand am 24. Mai 2012, 21:00 Uhr (MESZ) statt. Die zehn bestplatzierten Länder qualifizierten sich für das Finale. Sie sind hier hellgrün unterlegt.
 Deutschland,  Frankreich und das  Vereinigte Königreich und die Teilnehmerländer des zweiten Halbfinals waren in diesem Halbfinale stimmberechtigt.
| Platz | Startnr. | Land                    | Interpret                          | Lied Musik (M) und Text (T)                                                                  | Sprache | Übersetzung (Inoffiziell)     | Punkte |
| ----- | -------- | ----------------------- | ---------------------------------- | -------------------------------------------------------------------------------------------- | --- | ----------------------------- | ------ |
| 01.   | 11       | Schweden                | Loreen                             | Euphoria M/T: Thomas Gustafsson (Thomas G:son), Peter Boström                                | Englisch | Euphorie                      | 181    |
| 02.   | 01       | Serbien                 | Željko Joksimović Жељко Јоксимовић | Nije ljubav stvar M: Željko Joksimović; T: Marina Tucaković, Miloš Roganović                 | Serbisch | Die Liebe ist kein Gegenstand | 159    |
| 03.   | 18       | Litauen                 | Donny Montell                      | Love Is Blind M: Brandon Stone; T: Brandon Stone, Jodie Rose                                 | Englisch | Liebe ist blind               | 104    |
| 04.   | 14       | Estland                 | Ott Lepland                        | Kuula M: Ott Lepland; T: Aapo Ilves                                                          | Estnisch | Höre                          | 100    |
| 05.   | 13       | Türkei                  | Can Bonomo                         | Love Me Back M/T: Can Bonomo                                                                 | Englisch | Erwidere meine Liebe          | 080    |
| 06.   | 17       | Bosnien und Herzegowina | Maya Sar                           | Korake ti znam M/T: Maja Sarihodžić (Maya Sar)                                               | Bosnisch | Ich kenne deine Schritte      | 077    |
| 07.   | 04       | Malta                   | Kurt Calleja                       | This Is the Night M/T: Johan Jämtberg, Kurt Calleja, Mikael Gunnerås                         | Englisch | Dies ist die Nacht            | 070    |
| 08.   | 07       | Ukraine                 | Gaitana Гайтана                    | Be My Guest M: Hajta-Lurdes Essami (Gaitana), KIWI Project; T: Hajta-Lurdes Essami (Gaitana) | Englisch | Sei mein Gast                 | 064    |
| 09.   | 02       | Mazedonien              | Kaliopi Калиопи                    | Crno i belo M: Romeo Grill; T: Kaliopi Bukle                                                 | Mazedonisch | Schwarz und weiß              | 053    |
| 10.   | 16       | Norwegen                | Tooji                              | Stay M/T: Touraj „Tooji“ Keshtkar, Peter Boström, Figge Boström                              | Englisch | Bleib                         | 045    |
| 11.   | 08       | Bulgarien               | Sofi Marinowa София Маринова       | Love Unlimited M: Jassen Kosew, Krum Geopriew; T: Donka Wassilewa                            | Bulgarisch mit Worten in Türk., Griech., Span., Serbokroat., Romani, Ital., Aserbaidschan., Franz., Engl. und Arab. | Grenzenlose Liebe             | 045    |
| 12.   | 10       | Kroatien                | Nina Badrić                        | Nebo M/T: Nina Badrić                                                                        | Kroatisch | Himmel                        | 042    |
| 13.   | 06       | Portugal                | Filipa Sousa                       | Vida minha M: Andrej Babić; T: Carlos Coelho                                                 | Portugiesisch | Mein Leben                    | 039    |
| 14.   | 12       | Georgien                | Anri Dschochadse ანრი ჯოხაძე       | I’m a Joker M: Rusudan Tschchaidse; T: Bibi Kwatschadse                                      | Englisch, Georgisch                                                                                                 | Ich bin ein Scherzbold        | 036    |
| 15.   | 03       | Niederlande             | Joan Franka                        | You and Me M: Ayten Kalan (Joan Franka), Jessica Hoogenboom; T: Ayten Kalan (Joan Franka)    | Englisch | Du und ich                    | 035    |
| 16.   | 05       | Belarus                 | Litesound                          | We Are the Heroes M/T: Dsmitrij Karakin, Uladsimir Karakin                                   | Englisch | Wir sind die Helden           | 035    |
| 17.   | 09       | Slowenien               | Eva Boto                           | Verjamem M: Vladimir Graić, Hajrudin Varešanović (Hari Mata Hari); T: Igor Pirković          | Slowenisch | Ich glaube                    | 031    |
| 18.   | 15       | Slowakei                | Max Jason Mai                      | Don’t Close Your Eyes M/T: Miroslav Šmajda (Max Jason Mai)                                   | Englisch | Schließe deine Augen nicht    | 022    |

### Punktetafel zweites Halbfinale
| Abstimmungsergebnisse                                                                                | Abstimmungsergebnisse   | Abstimmungsergebnisse | Abstimmungsergebnisse | Abstimmungsergebnisse | Abstimmungsergebnisse | Abstimmungsergebnisse | Abstimmungsergebnisse | Abstimmungsergebnisse | Abstimmungsergebnisse | Abstimmungsergebnisse | Abstimmungsergebnisse | Abstimmungsergebnisse | Abstimmungsergebnisse | Abstimmungsergebnisse | Abstimmungsergebnisse | Abstimmungsergebnisse | Abstimmungsergebnisse | Abstimmungsergebnisse | Abstimmungsergebnisse | Abstimmungsergebnisse | Abstimmungsergebnisse | Abstimmungsergebnisse | Abstimmungsergebnisse | Abstimmungsergebnisse | Abstimmungsergebnisse |
| Startnr.                                                                                             | Land                    | Platz                 | Punkte                | BY                    | BA                    | BG                    | HR                    | EE                    | MK                    | FR                    | GE                    | DE                    | LT                    | MT                    | NO                    | PT                    | RS                    | SK                    | SI                    | SE                    | NL                    | TR                    | UA                    | UK                    | Votings               |
| --- | ----------------------- | --------------------- | --------------------- | --------------------- | --------------------- | --------------------- | --------------------- | --------------------- | --------------------- | --------------------- | --------------------- | --------------------- | --------------------- | --------------------- | --------------------- | --------------------- | --------------------- | --------------------- | --------------------- | --------------------- | --------------------- | --------------------- | --------------------- | --------------------- | --------------------- |
| 01                                                                                                   | Serbien                 | 02                    | 159                   | 8                     | 10                    | 12                    | 10                    | 1                     | 12                    | 12                    | 10                    | 10                    | 2                     | 5                     | 10                    | 8                     |                       | 8                     | 12                    | 8                     | 10                    | –                     | 8                     | 3                     | 19                    |
| 02                                                                                                   | Mazedonien              | 09                    | 053                   | 2                     | 8                     | 7                     | 7                     | –                     |                       | –                     | 1                     | –                     | –                     | 1                     | –                     | –                     | 8                     | –                     | 6                     | –                     | –                     | 8                     | 5                     | –                     | 10                    |
| 03                                                                                                   | Niederlande             | 15                    | 035                   | –                     | –                     | –                     | –                     | 7                     | –                     | –                     | –                     | 8                     | 3                     | –                     | 3                     | –                     | –                     | –                     | 2                     | 1                     |                       | 7                     | –                     | 4                     | 08                    |
| 04                                                                                                   | Malta                   | 07                    | 070                   | 5                     | –                     | 6                     | 5                     | 3                     | 2                     | –                     | 4                     | –                     | 6                     |                       | –                     | –                     | 3                     | 2                     | 4                     | 4                     | 2                     | 6                     | 6                     | 12                    | 15                    |
| 05                                                                                                   | Belarus                 | 16                    | 035                   |                       | –                     | –                     | 2                     | –                     | 1                     | –                     | 8                     | –                     | 7                     | 4                     | –                     | –                     | –                     | –                     | –                     | –                     | 1                     | –                     | 12                    | –                     | 07                    |
| 06                                                                                                   | Portugal                | 13                    | 039                   | –                     | 4                     | –                     | 3                     | –                     | –                     | 8                     | –                     | 3                     | 1                     | –                     | 5                     |                       | –                     | 5                     | 3                     | –                     | 6                     | 1                     | –                     | –                     | 10                    |
| 07                                                                                                   | Ukraine                 | 08                    | 064                   | 12                    | 2                     | 5                     | 1                     | 5                     | 3                     | 2                     | 6                     | –                     | 5                     | 6                     | 2                     | 2                     | 4                     | 1                     | –                     | 6                     | –                     | –                     |                       | 2                     | 16                    |
| 08                                                                                                   | Bulgarien               | 11                    | 045                   | –                     | 3                     |                       | –                     | –                     | 6                     | 3                     | –                     | 2                     | –                     | 2                     | 6                     | 6                     | 2                     | –                     | –                     | –                     | –                     | 10                    | –                     | 5                     | 10                    |
| 09                                                                                                   | Slowenien               | 17                    | 031                   | –                     | 5                     | –                     | 8                     | –                     | 4                     | –                     | –                     | 4                     | –                     | –                     | –                     | –                     | 10                    | –                     |                       | –                     | –                     | –                     | –                     | –                     | 05                    |
| 10                                                                                                   | Kroatien                | 12                    | 042                   | 1                     | 12                    | –                     |                       | –                     | 7                     | –                     | –                     | 1                     | –                     | –                     | –                     | –                     | 12                    | –                     | 8                     | –                     | –                     | –                     | 1                     | –                     | 07                    |
| 11                                                                                                   | Schweden                | 01                    | 181                   | 7                     | 7                     | 10                    | 6                     | 12                    | 8                     | 6                     | 12                    | 12                    | 10                    | 8                     | 12                    | 10                    | 7                     | 12                    | 10                    |                       | 12                    | 5                     | 7                     | 8                     | 20                    |
| 12                                                                                                   | Georgien                | 14                    | 036                   | 6                     | –                     | –                     | –                     | 4                     | –                     | –                     |                       | –                     | 12                    | –                     | –                     | 1                     | –                     | –                     | –                     | –                     | –                     | 3                     | 10                    | –                     | 06                    |
| 13                                                                                                   | Türkei                  | 05                    | 080                   | –                     | 6                     | 8                     | –                     | 2                     | 10                    | 7                     | 3                     | 6                     | –                     | 12                    | 1                     | –                     | –                     | 3                     | –                     | 7                     | 7                     |                       | 2                     | 6                     | 14                    |
| 14                                                                                                   | Estland                 | 04                    | 100                   | 4                     | –                     | 3                     | –                     |                       | –                     | 10                    | 7                     | 7                     | 8                     | –                     | 8                     | 12                    | –                     | 10                    | 1                     | 12                    | 8                     | –                     | 3                     | 7                     | 14                    |
| 15                                                                                                   | Slowakei                | 18                    | 022                   | –                     | –                     | –                     | –                     | 6                     | –                     | 1                     | –                     | –                     | –                     | 7                     | –                     | 4                     | 1                     |                       | –                     | 3                     | –                     | –                     | –                     | –                     | 06                    |
| 16                                                                                                   | Norwegen                | 10                    | 045                   | 3                     | 1                     | 2                     | –                     | 8                     | –                     | –                     | –                     | –                     | 4                     | 3                     |                       | 3                     | –                     | 4                     | –                     | 10                    | 3                     | 4                     | –                     | –                     | 11                    |
| 17                                                                                                   | Bosnien und Herzegowina | 06                    | 077                   | –                     |                       | 1                     | 12                    | –                     | 5                     | 4                     | 2                     | 5                     | –                     | –                     | 4                     | 5                     | 5                     | 6                     | 5                     | 5                     | 5                     | 12                    | –                     | 1                     | 15                    |
| 18                                                                                                   | Litauen                 | 03                    | 104                   | 10                    | –                     | 4                     | 4                     | 10                    | –                     | 5                     | 5                     | –                     |                       | 10                    | 7                     | 7                     | 6                     | 7                     | 7                     | 2                     | 4                     | 2                     | 4                     | 10                    | 17                    |
| Die Tabelle ist senkrecht nach der Auftrittsreihenfolge im Finale geordnet, waagerecht alphabetisch. |                         |                       |                       |                       |                       |                       |                       |                       |                       |                       |                       |                       |                       |                       |                       |                       |                       |                       |                       |                       |                       |                       |                       |                       |                       |

### Statistik der Zwölf-Punkte-Vergabe (Zweites Semifinale)
| Anzahl | Land                    | erhalten von                                                    |
| ------ | ----------------------- | --------------------------------------------------------------- |
| 6      | Schweden                | Deutschland, Estland, Georgien, Niederlande, Norwegen, Slowakei |
| 4      | Serbien                 | Bulgarien, Frankreich, Mazedonien, Slowenien                    |
| 2      | Bosnien und Herzegowina | Kroatien, Türkei                                                |
| 2      | Estland                 | Portugal, Schweden                                              |
| 2      | Kroatien                | Bosnien und Herzegowina, Serbien                                |
| 1      | Belarus                 | Ukraine                                                         |
| 1      | Georgien                | Litauen                                                         |
| 1      | Malta                   | Vereinigtes Königreich                                          |
| 1      | Türkei                  | Malta                                                           |
| 1      | Ukraine                 | Belarus                                                         |

## Finale

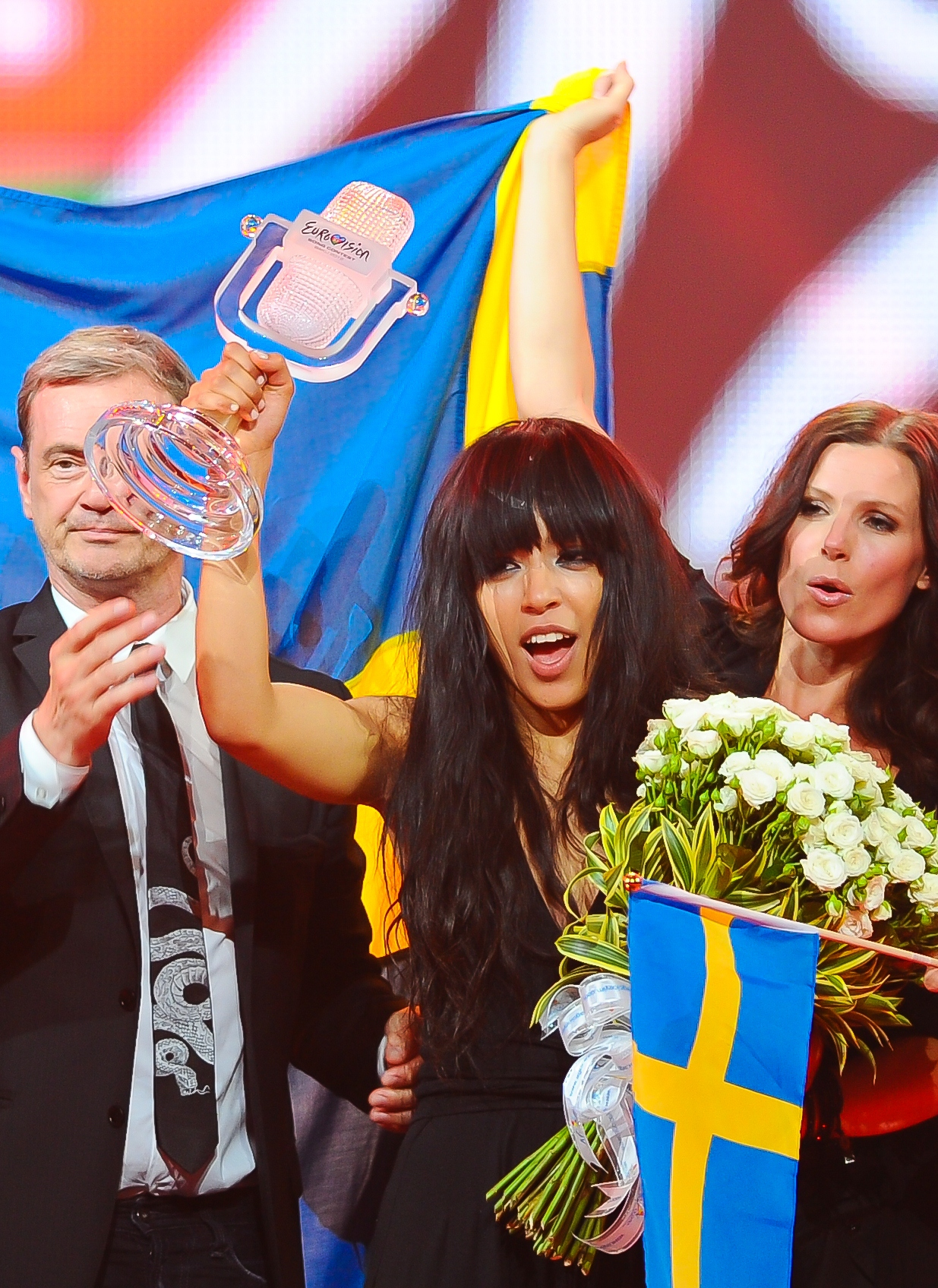
Gewinnerin Loreen nach dem Finale

Das Finale fand am 26. Mai 2012 um 21:00 Uhr (MESZ) statt. Die Länder der Big Five (Deutschland, Frankreich, Italien, Spanien, Vereinigtes Königreich) und das Gastgeberland Aserbaidschan waren direkt für das Finale qualifiziert. Hinzu kamen je zehn Länder aus den beiden Halbfinale, sodass im Finale 26 Länder antraten. Alle 42 Teilnehmerländer waren abstimmungsberechtigt.
 Albanien,  Zypern, die  Türkei und  Norwegen nahmen nach zwei Jahren,  Malta nach drei Jahren und  Mazedonien nach fünf Jahren wieder am Finale teil. In den beschriebenen Zeiträumen schieden die genannten Länder jeweils bereits im Halbfinale aus.
Der aserbaidschanische Sänger Alim Qasımov eröffnete das Finale und wurde dabei von Tänzern begleitet, die aserbaidschanische Volkstänze präsentierten. Im Anschluss sangen die Gewinner des Eurovision Song Contest 2011, Ell & Nikki ihr Siegerlied Running Scared.
Während des Televotings trat der Schwiegersohn des aserbaidschanischen Präsidenten, Emin Ağalarov mit seinem Lied Never Enough auf.

### Ergebnisliste
| Platz | Startnr. | Land                    | Interpret                                   | Lied Musik (M) und Text (T) | Sprache                          | Übersetzung (Inoffiziell)         | Punkte |
| ----- | -------- | ----------------------- | ------------------------------------------- | --- | -------------------------------- | --------------------------------- | ------ |
| 01.   | 17       | Schweden                | Loreen                                      | Euphoria M/T: Thomas Gustafsson (Thomas G:son), Peter Boström | Englisch                         | Euphorie                          | 372    |
| 02.   | 06       | Russland                | Buranowskije Babuschki Бура́новские ба́бушки  | Party for Everybody M: Wiktor Drobysch, Timofei Leontiew; T: Olga Tuktarowa, Mary Susan Applegate | Udmurtisch, Englisch             | Party für alle                    | 259    |
| 03.   | 24       | Serbien                 | Željko Joksimović Жељко Јоксимовић          | Nije ljubav stvar M: Željko Joksimović; T: Marina Tucaković, Miloš Roganović | Serbisch                         | Die Liebe ist kein Gegenstand     | 214    |
| 04.   | 13       | Aserbaidschan           | Səbinə Babayeva                             | When the Music Dies M/T: Anders Bagge, Sandra Bjurman, Stefan Örn, Johan Kronlund | Englisch                         | Wenn die Musik stirbt             | 150    |
| 05.   | 03       | Albanien                | Rona Nishliu                                | Suus M: Florent Boshnjaku; T: Rona Nishliu | Albanisch mit lateinischem Titel | Persönlich                        | 146    |
| 06.   | 11       | Estland                 | Ott Lepland                                 | Kuula M: Ott Lepland; T: Aapo Ilves | Estnisch                         | Höre                              | 120    |
| 07.   | 18       | Türkei                  | Can Bonomo                                  | Love Me Back M/T: Can Bonomo | Englisch                         | Erwidere meine Liebe              | 112    |
| 08.   | 20       | Deutschland             | Roman Lob                                   | Standing Still M/T: Jamie Cullum, Steve Robson, Wayne Hector | Englisch                         | Stillstehen                       | 110    |
| 09.   | 10       | Italien                 | Nina Zilli                                  | L’amore è femmina (Out of Love) M: Christian Rabb, Kristoffer Sjokvist, Frida Molander, Charlie Mason; T: Maria Chiara Fraschetta, Christian Rabb, Kristoffer Sjokvist, Frida Molander, Charlie Mason | Englisch, Italienisch            | Die Liebe ist weiblich            | 101    |
| 10.   | 19       | Spanien                 | Pastora Soler                               | Quédate conmigo (Stay with Me) M: Antonio Sánchez, Thomas Gustafsson (Thomas G:son), Erik Bernholm; T: Antonio Sánchez                                                                                | Spanisch                         | Bleib bei mir                     | 097    |
| 11.   | 26       | Moldau                  | Pasha Parfeni                               | Lăutar M: Pavel Parfeni, Alex Brașoveanu; T: Pavel Parfeni | Englisch                         | Musikant                          | 081    |
| 12.   | 14       | Rumänien                | Mandinga                                    | Zaleilah M: Costi Ioniță; T: Elena Ionescu, Dihigo Omar Secada | Spanisch, Englisch               | –                                 | 071    |
| 13.   | 22       | Mazedonien              | Kaliopi Калиопи                             | Crno i belo M: Romeo Grill; T: Kaliopi Bukle | Mazedonisch                      | Schwarz und weiß                  | 071    |
| 14.   | 04       | Litauen                 | Donny Montell                               | Love Is Blind M: Brandon Stone; T: Brandon Stone, Jodie Rose | Englisch                         | Liebe ist blind                   | 070    |
| 15.   | 25       | Ukraine                 | Gaitana Гайтана                             | Be My Guest M: Hajta-Lurdes Essami (Gaitana), KIWI Project; T: Hajta-Lurdes Essami (Gaitana) | Englisch                         | Sei mein Gast                     | 065    |
| 16.   | 08       | Zypern                  | Ivi Adamou Ήβη Αδάμου                       | La La Love M/T: Alex Papakonstantinou, Björn Djupström, Alexandra Zakka, Viktor Svensson | Englisch                         | La-la-Liebe                       | 065    |
| 17.   | 16       | Griechenland            | Eleftheria Eleftheriou Ελευθερία Ελευθερίου | Aphrodisiac M/T: Dimitris Stassos, Mikaela Stenström, Dajana Lööf | Englisch                         | Aphrodisiakum                     | 064    |
| 18.   | 05       | Bosnien und Herzegowina | Maya Sar                                    | Korake ti znam M/T: Maja Sarihodžić (Maya Sar) | Bosnisch                         | Ich kenne deine Schritte          | 055    |
| 19.   | 23       | Irland                  | Jedward                                     | Waterline M/T: Nick Jarl, Sharon Vaughn | Englisch                         | Wasserlinie                       | 046    |
| 20.   | 07       | Island                  | Greta Salóme & Jónsi                        | Never Forget M/T: Greta Salóme Stefánsdóttir | Englisch                         | Vergiss niemals                   | 046    |
| 21.   | 21       | Malta                   | Kurt Calleja                                | This Is the Night M/T: Johan Jämtberg, Kurt Calleja, Mikael Gunnerås | Englisch                         | Das ist die Nacht                 | 041    |
| 22.   | 09       | Frankreich              | Anggun                                      | Echo (You and I) M: William Rousseau, Jean-Pierre Pilot; T: William Rousseau, Anggun Cipta Sasmi | Französisch, Englisch            | Echo (Du und ich)                 | 021    |
| 23.   | 15       | Dänemark                | Soluna Samay                                | Should’ve Known Better M: Mikkel Johan Imer Sigvardt (Remee), Lars Pedersen (Chief 1); T: Lars Pedersen (Chief 1), Isam Bachiri (Isam B), Mikkel Johan Imer Sigvardt (Remee)                          | Englisch                         | Ich hätte es besser wissen müssen | 021    |
| 24.   | 02       | Ungarn                  | Compact Disco                               | Sound of Our Hearts M/T: Behnam Lotfi, Attila Sándor, Csaba Walkó, Gábor Pál | Englisch                         | Klang unserer Herzen              | 019    |
| 25.   | 01       | Vereinigtes Königreich  | Engelbert                                   | Love Will Set You Free M/T: Martin Terefe, Sacha Skarbek | Englisch                         | Liebe wird dich befreien          | 012    |
| 26.   | 12       | Norwegen                | Tooji                                       | Stay M/T: Touraj "Tooji" Keshtkar, Peter Boström, Figge Boström | Englisch                         | Bleib                             | 007    |

### Punktetafel Finale
| Land | Abstimmungsergebnisse | Abstimmungsergebnisse | Abstimmungsergebnisse | Abstimmungsergebnisse | Abstimmungsergebnisse | Abstimmungsergebnisse | Abstimmungsergebnisse | Abstimmungsergebnisse | Abstimmungsergebnisse | Abstimmungsergebnisse | Abstimmungsergebnisse | Abstimmungsergebnisse | Abstimmungsergebnisse | Abstimmungsergebnisse | Abstimmungsergebnisse | Abstimmungsergebnisse | Abstimmungsergebnisse | Abstimmungsergebnisse | Abstimmungsergebnisse | Abstimmungsergebnisse | Abstimmungsergebnisse | Abstimmungsergebnisse | Abstimmungsergebnisse | Abstimmungsergebnisse | Abstimmungsergebnisse | Abstimmungsergebnisse | Abstimmungsergebnisse | Abstimmungsergebnisse | Abstimmungsergebnisse | Abstimmungsergebnisse | Abstimmungsergebnisse | Abstimmungsergebnisse | Abstimmungsergebnisse | Abstimmungsergebnisse | Abstimmungsergebnisse | Abstimmungsergebnisse | Abstimmungsergebnisse | Abstimmungsergebnisse | Abstimmungsergebnisse | Abstimmungsergebnisse | Abstimmungsergebnisse | Abstimmungsergebnisse | Abstimmungsergebnisse | Abstimmungsergebnisse | Abstimmungsergebnisse |
| Land | Punkte                | AL                    | ME                    | RO                    | AT                    | UA                    | BY                    | BE                    | AZ                    | MT                    | SM                    | FR                    | UK                    | TR                    | GR                    | BA                    | MD                    | BG                    | CH                    | SI                    | CY                    | HR                    | SK                    | MK                    | NL                    | PT                    | IS                    | SE                    | NO                    | LT                    | EE                    | DK                    | LV                    | ES                    | FI                    | GE                    | IT                    | RS                    | DE                    | RU                    | HU                    | IL                    | IE                    | Votings               |                       |
| --- | --------------------- | --------------------- | --------------------- | --------------------- | --------------------- | --------------------- | --------------------- | --------------------- | --------------------- | --------------------- | --------------------- | --------------------- | --------------------- | --------------------- | --------------------- | --------------------- | --------------------- | --------------------- | --------------------- | --------------------- | --------------------- | --------------------- | --------------------- | --------------------- | --------------------- | --------------------- | --------------------- | --------------------- | --------------------- | --------------------- | --------------------- | --------------------- | --------------------- | --------------------- | --------------------- | --------------------- | --------------------- | --------------------- | --------------------- | --------------------- | --------------------- | --------------------- | --------------------- | --------------------- | --------------------- |
| Vereinigtes Königreich | 012                   | –                     | –                     | –                     | –                     | –                     | –                     | 1                     | –                     | –                     | –                     | –                     |                       | –                     | –                     | –                     | –                     | –                     | –                     | –                     | –                     | –                     | –                     | –                     | –                     | –                     | –                     | –                     | –                     | –                     | 5                     | –                     | 2                     | –                     | –                     | –                     | –                     | –                     | –                     | –                     | –                     | –                     | 4                     | 04                    |                       |
| Ungarn | 019                   | –                     | –                     | 7                     | –                     | –                     | –                     | –                     | –                     | –                     | –                     | –                     | –                     | 1                     | –                     | –                     | 1                     | –                     | –                     | –                     | –                     | –                     | 8                     | –                     | –                     | –                     | –                     | –                     | –                     | –                     | –                     | –                     | –                     | –                     | –                     | –                     | –                     | 2                     | –                     | –                     |                       | –                     | –                     | 05                    |                       |
| Albanien | 146                   |                       | 10                    | 1                     | 8                     | –                     | –                     | 10                    | –                     | 1                     | 12                    | –                     | –                     | 5                     | 10                    | 6                     | –                     | 4                     | 12                    | 3                     | 4                     | 5                     | –                     | 12                    | –                     | –                     | –                     | 1                     | –                     | –                     | –                     | 5                     | 1                     | –                     | 6                     | 3                     | 12                    | 1                     | 6                     | –                     | 8                     | –                     | –                     | 24                    |                       |
| Litauen | 070                   | –                     | 1                     | –                     | –                     | –                     | 8                     | –                     | 4                     | 4                     | –                     | 3                     | 7                     | –                     | –                     | –                     | –                     | 5                     | –                     | –                     | –                     | –                     | –                     | –                     | 1                     | –                     | –                     | –                     | 6                     |                       | 3                     | –                     | 4                     | –                     | –                     | 12                    | –                     | –                     | –                     | 5                     | –                     | –                     | 7                     | 14                    |                       |
| Bosnien und Herzegowina | 055                   | –                     | 6                     | –                     | 7                     | –                     | –                     | –                     | –                     | –                     | –                     | –                     | –                     | 10                    | –                     |                       | –                     | –                     | 1                     | 7                     | –                     | 10                    | 2                     | 7                     | –                     | –                     | –                     | –                     | –                     | –                     | –                     | –                     | –                     | –                     | –                     | –                     | –                     | 5                     | –                     | –                     | –                     | –                     | –                     | 09                    |                       |
| Russland | 259                   | 3                     | 4                     | 4                     | 5                     | 10                    | 12                    | 8                     | 10                    | 3                     | 10                    | 4                     | 3                     | 7                     | 4                     | 3                     | 6                     | 6                     | –                     | 8                     | 5                     | 6                     | 3                     | 4                     | 4                     | 8                     | 7                     | 7                     | 8                     | 6                     | 8                     | 8                     | 10                    | 8                     | 8                     | 5                     | 10                    | 7                     | 7                     |                       | 7                     | 7                     | 6                     | 40                    |                       |
| Island | 046                   | –                     | –                     | –                     | –                     | –                     | –                     | –                     | –                     | –                     | –                     | –                     | –                     | –                     | –                     | –                     | –                     | –                     | –                     | 4                     | 1                     | –                     | 4                     | –                     | –                     | –                     |                       | –                     | 5                     | –                     | 6                     | 6                     | –                     | 4                     | 7                     | –                     | –                     | –                     | 3                     | –                     | 6                     | –                     | –                     | 10                    |                       |
| Zypern | 065                   | 6                     | –                     | 2                     | –                     | –                     | –                     | –                     | 2                     | –                     | –                     | –                     | –                     | –                     | 12                    | –                     | –                     | –                     | –                     | –                     |                       | –                     | –                     | –                     | –                     | –                     | 8                     | 12                    | –                     | –                     | –                     | –                     |                       | 5                     | –                     | –                     | 5                     | 8                     | –                     | 2                     |                       | 3                     | –                     | 11                    |                       |
| Frankreich | 021                   | –                     | –                     | –                     | 2                     | –                     | –                     | –                     | –                     | –                     | –                     |                       | –                     | –                     | –                     | 2                     | –                     | –                     | 6                     | –                     | –                     | –                     | –                     | –                     | –                     | –                     | 6                     | 2                     | –                     | –                     | –                     | –                     | 3                     | –                     | –                     | –                     | –                     | –                     | –                     | –                     | –                     | –                     | –                     | 06                    |                       |
| Italien | 101                   | 7                     | 2                     | –                     | –                     | 4                     | –                     | –                     | –                     | 10                    | 7                     | 1                     | –                     | –                     | 3                     | –                     | 5                     | –                     | 5                     | 5                     | 2                     | 2                     | 5                     | 5                     | –                     | 2                     | –                     | –                     | 4                     | 4                     | 7                     | 3                     | –                     | 1                     | –                     | 4                     |                       | –                     | 2                     | –                     | 5                     | 4                     | 2                     | 25                    |                       |
| Estland | 120                   | –                     | –                     | –                     | –                     | 1                     | 4                     | –                     | –                     | –                     | –                     | 10                    | 4                     | –                     | –                     | –                     | 2                     | –                     | –                     | –                     | –                     | –                     | 10                    | –                     | 7                     | 7                     | 10                    | 8                     | 7                     | 8                     |                       | –                     | 8                     | 6                     | 10                    | –                     | –                     | –                     | 4                     | 6                     | –                     | –                     | 8                     | 18                    |                       |
| Norwegen | 007                   | –                     | –                     | –                     | –                     | –                     | –                     | –                     | –                     | –                     | –                     | –                     | –                     | –                     | –                     | –                     | –                     | –                     | –                     | –                     | –                     | –                     | –                     | –                     | 3                     | –                     | 1                     | 3                     |                       | –                     | –                     | –                     | –                     | –                     | –                     | –                     | –                     | –                     | –                     | –                     | –                     | –                     | –                     | 03                    |                       |
| Aserbaidschan | 150                   | 4                     | 5                     | –                     | –                     | 12                    | 7                     | –                     |                       | 12                    | 4                     | –                     | 2                     | 12                    | 5                     | 7                     | 10                    | 10                    | –                     | –                     | 8                     | –                     | 6                     | 2                     | –                     | –                     | –                     | –                     | –                     | 12                    | –                     | –                     | –                     | –                     | –                     | 10                    | –                     | 3                     | –                     | 10                    | –                     | 8                     | 1                     | 21                    |                       |
| Rumänien | 071                   | –                     | –                     |                       | –                     | –                     | –                     | 3                     | 6                     | –                     | –                     | 2                     | –                     | 4                     | 7                     | –                     | 12                    | –                     | –                     | –                     | 3                     | –                     | –                     | –                     | –                     | 4                     | –                     | –                     | –                     | –                     | –                     | 1                     | –                     | 10                    | –                     | –                     | 7                     | –                     | –                     | 1                     | –                     | 6                     | 5                     | 14                    |                       |
| Dänemark | 021                   | –                     | –                     | –                     | –                     | –                     | –                     | –                     | –                     | –                     | –                     | –                     | –                     | –                     | –                     | –                     | –                     | –                     | –                     | –                     | –                     | –                     | –                     | –                     | –                     | –                     | 5                     | –                     | 2                     | –                     | 2                     |                       | –                     | –                     | 5 –                   | –                     | 2                     | –                     | 5                     | –                     | –                     | –                     | –                     | 06                    |                       |
| Griechenland | 064                   | 12                    | –                     | 8                     | –                     | 5                     | –                     | 2                     | 5                     | –                     | –                     | –                     | –                     | 3                     |                       | 1                     | 4                     | 1                     | –                     | –                     | 12                    | –                     | –                     | –                     | –                     | –                     | –                     | –                     | –                     | –                     | –                     | –                     | –                     | –                     | –                     | 1                     | –                     | 4                     | 1                     | 3                     | –                     | 2                     | –                     | 15                    |                       |
| Schweden | 372                   | 5                     | 7                     | 10                    | 12                    | 6                     | 6                     | 12                    | 7                     | 6                     | 3                     | 12                    | 12                    | 6                     | 6                     | 8                     | 7                     | 8                     | 7                     | 10                    | 10                    | 7                     | 12                    | 6                     | 12                    | 3                     | 12                    |                       | 12                    | 10                    | 12                    | 12                    | 12                    | 12                    | 12                    | 8                     | –                     | 10                    | 12                    | 12                    | 12                    | 12                    | 12                    | 40                    |                       |
| Türkei | 112                   | 10                    | –                     | 3                     | 3                     | –                     | –                     | 7                     | 12                    | 8                     | 5                     | 5                     | 1                     |                       | –                     | 4                     | –                     | 7                     | 3                     | –                     | –                     | –                     | –                     | 8                     | 8                     | –                     | –                     | 6                     | –                     | 1                     | –                     | 2                     | –                     | –                     | –                     | 7                     | –                     | –                     | 8                     | –                     | 3                     | 1                     | –                     | 21                    |                       |
| Spanien | 097                   | –                     | –                     | 6                     | 6                     | –                     | –                     | 6                     | –                     | –                     | 1                     | 6                     | 8                     | –                     | –                     | 5                     | –                     | 3                     | 8                     | –                     | 6                     | –                     | –                     | –                     | 6                     | 12                    | 2                     | 4                     | –                     | –                     | 4                     | –                     | –                     |                       | 3                     | –                     | –                     | –                     | –                     | –                     | 1                     | 10                    | –                     | 18                    |                       |
| Deutschland | 110                   | 2                     | –                     | –                     | 4                     | –                     | –                     | –                     | –                     | 2                     | –                     | 7                     | 6                     | –                     | –                     | –                     | –                     | –                     | 4                     | 2                     | –                     | 4                     | –                     | –                     | 2                     | 10                    | –                     | –                     | 3                     | 3                     | 10                    | 10                    | 7                     | 3                     | 1                     | 2                     | 8                     | –                     |                       | –                     | 10                    |                       | 10                    | 21                    |                       |
| Malta | 041                   | –                     | –                     | –                     | –                     | 7                     | 3                     | –                     | 8                     |                       | 2                     | –                     | 5                     | 2                     | –                     | –                     | –                     | –                     | –                     | –                     | –                     | –                     | –                     | 1                     | –                     | –                     | –                     | –                     | –                     | 7                     | –                     | –                     | –                     | –                     | –                     | –                     | –                     | 6                     | –                     | –                     | –                     | –                     | –                     | 09                    |                       |
| Nordmazedonien | 071                   | 8                     | 8                     | –                     | –                     | 3                     | 2                     | –                     | –                     | –                     | –                     | –                     | –                     | 8                     | –                     | 12                    | –                     | 2                     | –                     | 6                     | –                     | 8                     | 1                     |                       | –                     | –                     | –                     | –                     | –                     | –                     | –                     | –                     | –                     | –                     | –                     | –                     | 1                     | 12                    | –                     | –                     | –                     | –                     | –                     | 12                    |                       |
| Irland | 046                   | –                     | –                     | –                     | –                     | –                     | 1                     | 4                     | 1                     | –                     | –                     | –                     | 10                    | –                     | –                     | –                     | –                     | –                     | –                     | –                     | –                     | 3                     | –                     | –                     | 5                     | –                     | 4                     | 5                     | –                     | –                     | –                     | 4                     | 5                     | –                     | 4                     | –                     | –                     | –                     | –                     | –                     | –                     | –                     |                       | 11                    |                       |
| Serbien | 214                   | 1                     | 12                    | 5                     | 10                    | 2                     | –                     | 5                     | –                     | 5                     | 6                     | 8                     | –                     | –                     | 8                     | 10                    | 3                     | 12                    | 10                    | 12                    | 7                     | 12                    | 7                     | 10                    | 10                    | 5                     | 3                     | 10                    | 10                    | 5                     | –                     | –                     | –                     | –                     | 2                     | –                     | 6                     |                       | 10                    | 4                     | 4                     | –                     | –                     | 30                    |                       |
| Ukraine | 065                   | –                     | –                     | –                     | –                     |                       | 10                    | –                     | 3                     | 7                     | –                     | –                     | –                     | –                     | 1                     | –                     | 8                     | –                     | –                     | –                     | –                     | –                     | –                     | 3                     | –                     | 1                     | –                     | –                     | 1                     | 2                     | 1                     | –                     | 6                     | 2                     | –                     | 6                     | 3                     | –                     | –                     | 8                     | –                     | –                     | 3                     | 16                    |                       |
| Moldau | 081                   | –                     | 3                     | 12                    | 1                     | 8                     | 5                     | –                     | –                     | –                     | 8                     | –                     | –                     | –                     | 2                     | –                     |                       | –                     | 2                     | 1                     | –                     | 1                     | –                     | –                     | –                     | 6                     | –                     | –                     | –                     | –                     | –                     | 7                     | –                     | 7                     | –                     | –                     | 4                     | –                     | –                     | 7                     | 2                     | 5                     | –                     | 17                    |                       |
| Die Tabelle ist senkrecht nach der Auftrittsreihenfolge im Finale geordnet, waagerecht nach der chronologischen Punkteverlesung. |                       |                       |                       |                       |                       |                       |                       |                       |                       |                       |                       |                       |                       |                       |                       |                       |                       |                       |                       |                       |                       |                       |                       |                       |                       |                       |                       |                       |                       |                       |                       |                       |                       |                       |                       |                       |                       |                       |                       |                       |                       |                       |                       |                       |                       |

In der Tabelle sind die niedrigsten (Hintergrund rot) und höchsten (Hintergrund grün) Gesamtwerte gekennzeichnet.
- Die wenigsten Jury-Punkte:  Vereinigtes Königreich – 11
- Die wenigsten Televoting-Punkte:  Frankreich – 0
- Die wenigsten Gesamt-Votings:  Norwegen – 3
- Die wenigsten Gesamt-Punkte:  Norwegen – 7
- Die meisten Jury-Punkte:  Schweden – 296
- Die meisten Televoting-Punkte:  Schweden – 343
- Die meisten Gesamt-Votings:  Russland und  Schweden – 40
- Die meisten Gesamt-Punkte:  Schweden – 372

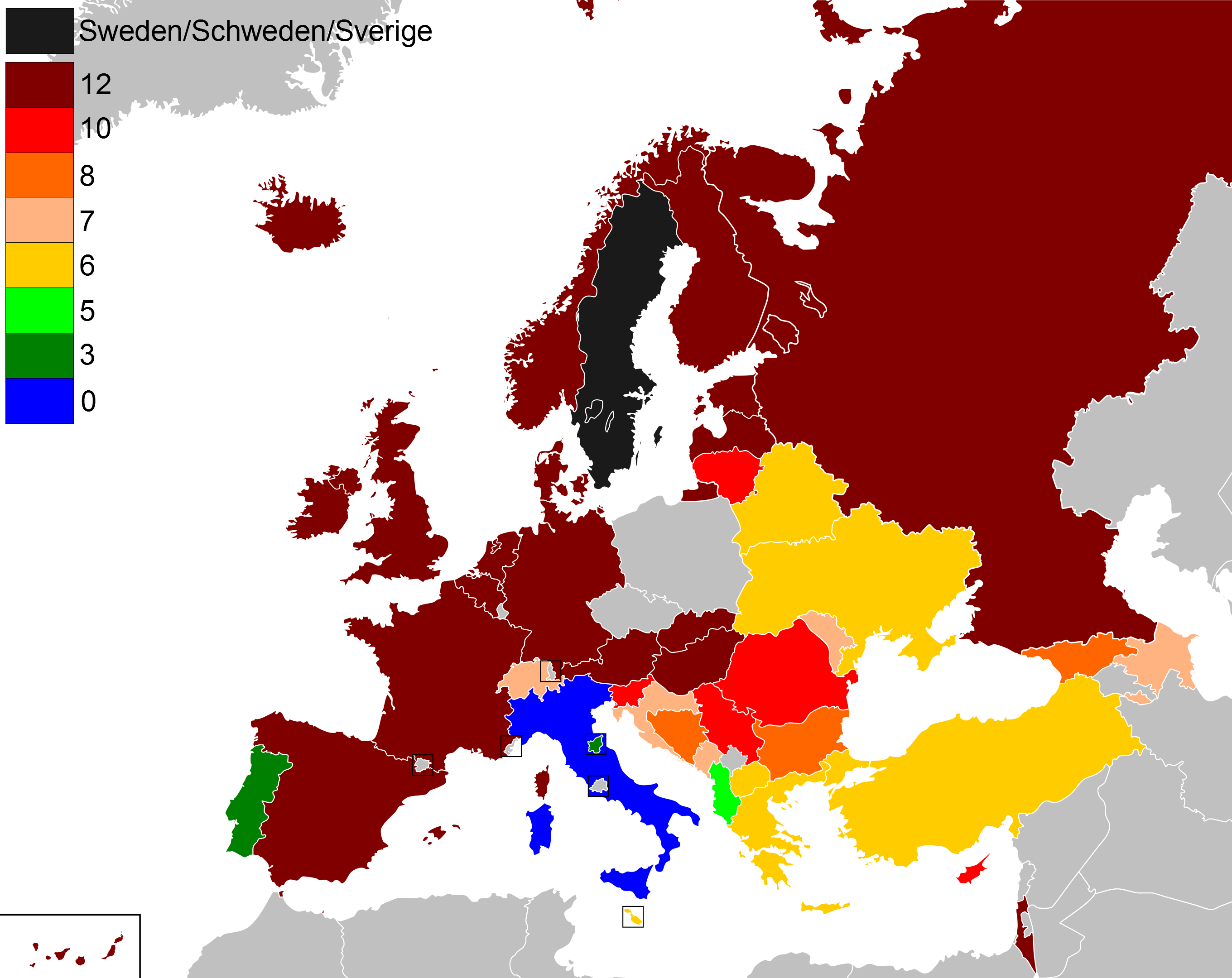
Karte der Punktevergabe für den Siegertitel aus Schweden nach Ländern

### Statistik der Zwölf-Punkte-Vergabe (Finale)
Wie der schwedische Siegertitel erhielt der zweitplatzierte russische Beitrag von allen Ländern, außer einem, Punkte (Schweden nicht von Italien, Russland nicht von der Schweiz), jedoch erhielt Schweden 18-mal zwölf Punkte (so oft erreichte in der Geschichte des Wettbewerbs noch nie ein Beitrag die Höchstpunktzahl), Russland nur einmal (von Belarus).
| Anzahl | Land          | erhalten von |
| ------ | ------------- | --- |
| 18     | Schweden      | Belgien, Deutschland, Dänemark, Estland, Finnland, Frankreich, Irland, Island, Israel, Lettland, Niederlande, Norwegen, Österreich, Russland, Slowakei, Spanien, Vereinigtes Königreich, Ungarn |
| 04     | Albanien      | Italien, Mazedonien, San Marino, Schweiz |
| 04     | Aserbaidschan | Litauen, Malta, Türkei, Ukraine |
| 04     | Serbien       | Bulgarien, Kroatien, Montenegro, Slowenien |
| 02     | Griechenland  | Albanien, Zypern |
| 02     | Mazedonien    | Bosnien und Herzegowina, Serbien |
| 02     | Zypern        | Griechenland, Schweden |
| 01     | Litauen       | Georgien |
| 01     | Moldau        | Rumänien |
| 01     | Rumänien      | Moldau |
| 01     | Russland      | Belarus |
| 01     | Spanien       | Portugal |
| 01     | Türkei        | Aserbaidschan |

### Punktesprecher
| Nr. | Land                    | Punktesprecher              | Anmerkungen                                 |
| --- | ----------------------- | --------------------------- | ------------------------------------------- |
| 01  | Albanien                | Andri Xhahu                 | –                                           |
| 02  | Montenegro              | Marija Marković             | –                                           |
| 03  | Rumänien                | Paula Seling                | Teilnehmerin 2010 & 2014                    |
| 04  | Österreich              | Kati Bellowitsch            | Punktesprecherin 2011                       |
| 05  | Ukraine                 | Oleksiy Matias              | –                                           |
| 06  | Belarus                 | Dmitry Kaldun               | Teilnehmer 2007                             |
| 07  | Belgien                 | Peter Van de Veire          | –                                           |
| 08  | Aserbaidschan           | Safura                      | Teilnehmerin 2010, Punktesprecherin 2011    |
| 09  | Malta                   | Keith Demicoli              | –                                           |
| 10  | San Marino              | Monica Fabbri               | –                                           |
| 11  | Frankreich              | Amaury Vassili              | Teilnehmer 2011                             |
| 12  | Vereinigtes Königreich  | Scott Mills                 | Punktesprecher 2010                         |
| 13  | Türkei                  | Ömer Önder                  | Punktesprecher 1993, 1995 bis 1997 und 2011 |
| 14  | Griechenland            | Adriana Magania             | –                                           |
| 15  | Bosnien und Herzegowina | Elvir Laković Laka          | Teilnehmer 2008, Punktesprecher 2009        |
| 16  | Moldau                  | Olivia Furtuna              | –                                           |
| 17  | Bulgarien               | Anna Angelova               | –                                           |
| 18  | Schweiz                 | Sara Hildebrand             | –                                           |
| 19  | Slowenien               | Lorella Flego               | –                                           |
| 20  | Zypern                  | Loukas Hamatsos             | Punktesprecher 2000, 2003, 2004 und 2011    |
| 21  | Kroatien                | Nevena Rendeli              | Punktesprecherin 2011                       |
| 22  | Slowakei                | Mária Pietrová              | Punktesprecherin 2011                       |
| 23  | Nordmazedonien          | Kristina Talevska           | Punktesprecherin 2011                       |
| 24  | Niederlande             | Viviënne van den Assem      | –                                           |
| 25  | Portugal                | Joana Teles                 | Punktesprecherin 2011                       |
| 26  | Island                  | Matthías Matthíasson        | Teilnehmer 2011                             |
| 27  | Schweden                | Lynda Woodruff              | Punktesprecherin 2009                       |
| 28  | Norwegen                | Nadia Hasnaoui              | Moderatorin 2010, Punktesprecherin 2011     |
| 29  | Litauen                 | Ignas Krupavičius           | Punktesprecher 2009                         |
| 30  | Estland                 | Getter Jaani                | Teilnehmerin 2011                           |
| 31  | Dänemark                | Louise Wolff                | –                                           |
| 32  | Lettland                | Valters Frīdenbergs         | Teilnehmer 2005                             |
| 33  | Spanien                 | Elena S. Sánchez            | Punktesprecherin 2011                       |
| 34  | Finnland                | Mr. Lordi                   | Sieger 2006                                 |
| 35  | Georgien                | Sopho Toroshelidze          | Teilnehmerin 2011                           |
| 36  | Italien                 | Ivan Bacchi                 | –                                           |
| 37  | Serbien                 | Maja Nikolić                | Punktesprecherin 2007 und 2010              |
| 38  | Deutschland             | Anke Engelke                | Moderatorin 2011                            |
| 39  | Russland                | Oxana Gennadjewna Fjodorowa | Punktesprecherin 2008 und 2010              |
| 40  | Ungarn                  | Éva Novodomszky             | Punktesprecherin 2007 bis 2009 und 2011     |
| 41  | Israel                  | Ofer Nachshon               | Punktesprecher 2009 bis 2011                |
| 42  | Irland                  | Gráinne Seoige              | –                                           |

### Split-Ergebnisse zwischen Jury- und Televoting
Am 18. Juni 2012 gab die EBU die nach Televoting und Jurystimmen getrennten Wertungen im Finale bekannt. Jede Nation hatte die Top Ten ihrer Zuschauer und ihrer Jury getrennt an die EBU übermittelt und am Finalabend wie gewohnt nur die zusammengefasste Gesamtwertung präsentiert. Die nachfolgende Tabelle gibt die Summen der Televote- und Jurypunkte und die jeweils resultierende Platzierung für jeden Finalteilnehmer wieder:
| Finale | Finale                  | Finale | Finale                  | Finale |
| Platz  | Televoting              | Punkte | Jury                    | Punkte |
| ------ | ----------------------- | ------ | ----------------------- | ------ |
| 01     | Schweden                | 343    | Schweden                | 296    |
| 02     | Russland                | 332    | Serbien                 | 173    |
| 03     | Serbien                 | 211    | Albanien                | 157    |
| 04     | Türkei                  | 176    | Italien                 | 157    |
| 05     | Aserbaidschan           | 151    | Spanien                 | 154    |
| 06     | Deutschland             | 125    | Estland                 | 152    |
| 07     | Rumänien                | 117    | Ukraine                 | 125    |
| 08     | Albanien                | 106    | Aserbaidschan           | 118    |
| 09     | Griechenland            | 089    | Moldau                  | 104    |
| 10     | Irland                  | 089    | Deutschland             | 098    |
| 11     | Mazedonien              | 079    | Russland                | 094    |
| 12     | Estland                 | 078    | Zypern                  | 085    |
| 13     | Moldau                  | 075    | Frankreich              | 085    |
| 14     | Litauen                 | 068    | Litauen                 | 082    |
| 15     | Zypern                  | 063    | Bosnien und Herzegowina | 071    |
| 16     | Bosnien und Herzegowina | 057    | Malta                   | 070    |
| 17     | Italien                 | 056    | Mazedonien              | 069    |
| 18     | Spanien                 | 045    | Griechenland            | 060    |
| 19     | Island                  | 039    | Island                  | 053    |
| 20     | Ukraine                 | 037    | Rumänien                | 053    |
| 21     | Vereinigtes Königreich  | 036    | Dänemark                | 051    |
| 22     | Ungarn                  | 020    | Türkei                  | 050    |
| 23     | Dänemark                | 018    | Ungarn                  | 030    |
| 24     | Norwegen                | 016    | Norwegen                | 024    |
| 25     | Malta                   | 010    | Irland                  | 014    |
| 26     | Frankreich              | 0      | Vereinigtes Königreich  | 011    |

### Besonderheiten
Da Aserbaidschan in einer östlichen Zeitzone (UTC +5, MESZ +3) liegt, der Beginn der Veranstaltungen europaweit aber traditionell immer zur selben Uhrzeit stattfindet (UTC 19:00 Uhr, in Deutschland MESZ 21.00 Uhr), begannen die Veranstaltungen in Baku erst um 0:00 Uhr nachts.
Wie in der Vergangenheit gab es auch im Jahr 2012 Ungereimtheiten bei der Wahl des Beitrags für Belarus. Zunächst gewann die Sängerin Aljona Lanskaja den belarussischen Vorentscheid mit dem Song All My Life. Am 24. Februar 2012 erklärte der Fernsehsender BRTC jedoch, dass die Gruppe Litesound mit We Are the Heroes nach Baku fahren wird.
Einen Tag nach der Veröffentlichung des Liedes von San Marino gab die Referenzgruppe der EBU am 17. März 2012 bekannt, dass der Text und der Titel des Liedes Facebook, Uh, Oh, Oh gegen die Regel 1.2.2.g verstößt. In diesem Artikel ist geregelt, dass ein Lied unter anderem keine werbewirksame Botschaft für ein Produkt enthalten darf. Am 23. März veröffentlichte San Marino eine neue Version des Liedes mit dem Titel The Social Network Song (OH OH–Uh-OH OH). In der neuen Version wurde das Wort „Facebook“ durch die Wörter „OH-OH“, „Beep-Beep“, „Hello“ sowie „(Social) network“ ersetzt. Außerdem wurde der Satz „But soon Mark Zuckerberg’s hammerin’“ zu „But soon the Internet’s beepin’ in“ umgeschrieben.
Die 86-jährige Jelisaweta Sarbatowa aus der russischen Gruppe Buranowskije Babuschki stellte einen Rekord auf für die älteste für einen Eurovision Song Contest nominierte Person, der wiederum im Folgejahr von Emil Ramsauer aus der Schweizer Gruppe Takasa mit 95 Jahren neu aufgestellt wurde. Zuvor war dies der kroatische Rapper 75 Cents gewesen, der im Jahr 2008 als 75-Jähriger auftrat. Sarbatowa ist 70 Jahre älter als die jüngste Teilnehmerin, die 16-jährige Eva Boto aus Slowenien. Die „Großmütter aus Buranowo“ präsentieren außerdem den ersten Eurovision-Song-Contest-Beitrag in udmurtischer Sprache. Zudem sind auch das Georgische und das Aserbaidschanische zum ersten Mal auf der Wettbewerbsbühne vertreten, wenngleich Aserbaidschanisch nur mit einem Satz im bulgarischen Beitrag Love Unlimited zu hören ist.
Der Schwede Peter Boström war Co-Autor sowohl des schwedischen Siegertitels als auch des letztplatzierten norwegischen Beitrags.
Den Barbara Dex Award gewann dieses Jahr die albanische Sängerin Rona Nishliu.

### Marcel-Bezençon-Preis
Die diesjährigen Preisträger des seit 2002 verliehenen Marcel-Bezençon-Preises sind:
- Presse-Preis für den besten Song:  Aserbaidschan – When the Music Dies – Sabina Babayeva
- Künstler-Preis für den besten Künstler:  Schweden – Loreen – Euphoria
- Komponisten-Preis für die beste Komposition/Text:  Schweden – Thomas G:son (m & t) und Peter Boström (m & t) – Euphoria – Loreen

## Nationale Vorentscheidungen in deutschsprachigen Ländern

### Belgien
Am 17. März 2012 fand unter dem Titel Eurosong 2012 ein kleiner Vorentscheid statt, indem die intern von VRT ausgewählte Iris zwei Titel vorstellte. Der Sieger wurde einzig und allein per Televoting bestimmt, so dass das Lied Would You 53 % der Stimmen auf sich vereinen konnte und damit gewann.

### Deutschland
Am 15. Juni 2011 wurde offiziell eine weitere Zusammenarbeit zwischen der ARD und ProSieben für die deutsche Vorentscheidung zum Song Contest angekündigt. Der Beitrag wurde über das Casting-Format Unser Star für Baku ermittelt. Nach dem Abgang von Stefan Raab konnte Thomas D als Präsident der Fachjury gewonnen werden.

### Österreich
In Österreich lief die Vorausscheidung unter dem Titel Österreich rockt den Song Contest als Kooperation des Fernsehsenders ORF eins und des Radiosenders Ö3. Von den zehn Teilnehmern wurden acht von einer Ö3-Jury bereits im Vorfeld ausgewählt. Einen weiteren Startplatz erhielt die Band aus der Castingshow Blockstars – Sido macht Band, zudem konnten sich Interessierte um eine Wild-Card bewerben. Aus der Vorausscheidung ging am 24. Februar 2012 die Band Trackshittaz hervor, die sich im Stechen gegen Conchita Wurst durchsetzen konnten – Trackshittaz belegte im Halbfinale 1 schließlich den letzten Platz.

### Schweiz
Beim Schweizer Vorentscheid am 10. Dezember 2011 konnte sich die Tessiner Band Sinplus mit ihrem Lied Unbreakable durchsetzen. Die 88-jährige Sängerin Lys Assia, die Gewinnerin des ersten Eurovision Song Contests im Jahr 1956, belegte mit dem von Ralph Siegel komponierten Lied C’était ma vie den 8. Platz.

### Andere Länder
Die folgende Tabelle zeigt, in welchem Modus die restlichen Teilnehmerländer die Auswahl ihres Interpreten und Liedes vorgenommen haben.
| Land                    | Nationaler Vorentscheid                  |
| ----------------------- | ---------------------------------------- |
| Albanien                | Festivali i Këngës 2011                  |
| Aserbaidschan           | Milli Seçim Turu 2012                    |
| Belarus                 | Eurofest 2012                            |
| Bosnien und Herzegowina | interne Auswahl                          |
| Bulgarien               | Bylgarskata pesen za Evroviziya 2012     |
| Dänemark                | Dansk Melodi Grand Prix 2012             |
| Estland                 | Eesti Laul 2012                          |
| Finnland                | Uuden Musiikin Kilpailu 2012             |
| Frankreich              | interne Auswahl                          |
| Georgien                | Nationaler Vorentscheid                  |
| Griechenland            | Ellinikós Telikós 2012                   |
| Irland                  | Eurosong 2012                            |
| Island                  | Söngvakeppnin 2012                       |
| Israel                  | interne Auswahl                          |
| Italien                 | Sanremo-Festival 2012                    |
| Kroatien                | interne Auswahl                          |
| Lettland                | Eirodziesma 2012                         |
| Litauen                 | Eurovizijos 2012                         |
| Malta                   | Malta Eurovision Song Contest 2012       |
| Mazedonien              | interne Auswahl                          |
| Moldau                  | O Melodie Pentru Europa 2012             |
| Montenegro              | interne Auswahl                          |
| Niederlande             | Nationaal Songfestival 2012              |
| Norwegen                | Melodi Grand Prix 2012                   |
| Portugal                | Festival da Canção 2012                  |
| Rumänien                | Selecția Națională 2012                  |
| Russland                | Evrovidenie 2012                         |
| San Marino              | interne Auswahl                          |
| Schweden                | Melodifestivalen 2012                    |
| Serbien                 | interne Auswahl                          |
| Slowakei                | interne Auswahl                          |
| Slowenien               | Misija Evrovizija 2012                   |
| Spanien                 | Eurovisión: Pastora Soler                |
| Türkei                  | interne Auswahl                          |
| Ukraine                 | Evrobachennya 2012 - Natsionalyni vidbir |
| Ungarn                  | A Dal 2012                               |
| Vereinigtes Königreich  | interne Auswahl                          |
| Zypern                  | A Song for Ivi                           |

## Änderungen beim Televoting
Ende Juni 2011 wurde für 2012 eine erneute Änderung des Abstimmungsmodus per Telefon bekannt gegeben: Wie zuletzt 2009 wurden die Telefonleitungen für die Abstimmung erst nach dem Vortrag des letzten Titels geöffnet, das Zeitfenster für die Abstimmung betrug wie damals 15 Minuten.

## Übertragung

### Deutschland
Das erste Halbfinale wurde am 22. Mai 2012 live im Spartenkanal Einsfestival übertragen und ab Mitternacht noch einmal im NDR Fernsehen wiederholt. Das zweite Halbfinale, in welchem auch Deutschland stimmberechtigt war, wurde vom Spartenkanal Phoenix übertragen und ab 23:00 Uhr von Einsfestival wiederholt. Der Countdown zum Finale und die Nachfeier am Finaltag wurde von Judith Rakers moderiert. Die deutschen Punkte wurden während der Punktevergabe von Anke Engelke nach Baku durchgegeben. Somit waren alle drei Moderatoren des letztjährigen Eurovision Song Contest auch in diesem Jahr als Juror des Vorentscheids (Stefan Raab), Moderatorin des Countdowns (Judith Rakers) oder bei der deutschen Punktevergabe (Anke Engelke) am Contest beteiligt. Die deutsche Jury bestand aus Anke Engelke, Mieze Katz von MIA., Tim Bendzko, Sabine Heinrich und Ben. Im Internet waren sowohl das Finale als auch die beiden Halbfinale via Webstream auf eurovision.de (deutsch) und auf eurovision.tv (englisch) zu sehen. Im Hörfunk übertrug 1 Live das zweite Halbfinale und hr3, N-Joy sowie NDR 2 übertrugen ab 21:00 Uhr das Finale mit Tim Frühling und Thomas Mohr als Kommentatoren.
| Datum        | Sendung            | Uhrzeit   | Fernsehsender                                                 | Moderation/Kommentar       | Einschaltquote | Einschaltquote | Einschaltquote          | Einschaltquote          |
| Datum        | Sendung            | Uhrzeit   | Fernsehsender                                                 | Moderation/Kommentar       | Gesamt         | Gesamt         | der 14- bis 49-Jährigen | der 14- bis 49-Jährigen |
| ------------ | ------------------ | --------- | ------------------------------------------------------------- | -------------------------- | -------------- | -------------- | ----------------------- | ----------------------- |
| 22. Mai 2012 | 1. Halbfinale      | 21:00 Uhr | [ 34 ]                                                        | Kommentator: Peter Urban   |                |                |                         |                         |
| 24. Mai 2012 | 2. Halbfinale      | 21:00 Uhr | [ 34 ]                                                        | Kommentator: Peter Urban   | 0,47 Mio.      | 01,9 %         | 0,35 Mio.               | 03,4 %                  |
| 26. Mai 2012 | Countdown für Baku | 20:15 Uhr |                                                               | Moderatorin: Judith Rakers | 3,20 Mio.      | 14,8 %         | 1,59 Mio.               | 21,5 %                  |
| 26. Mai 2012 | Finale             | 21:00 Uhr | Kommentator: Peter Urban Deutsche Punktevergabe: Anke Engelke | 8,29 Mio.                  | 36,6 %         | 4,11 Mio.      | 43,6 %                  |                         |
| 26. Mai 2012 | Grand Prix Party   | 00:24 Uhr | Moderatorin: Judith Rakers                                    | 2,76 Mio.                  | 28,2 %         | 1,49 Mio.      | 30,1 %                  |                         |

### Schweiz
Im deutschsprachigen Teil der Schweiz wurden das erste Halbfinale und das Finale auf SF zwei übertragen. Kommentator war Sven Epiney. Im französischsprachigen Teil des Landes wurden diese zwei Veranstaltungen auf RTS Deux mit Kommentar von Jean-Marc Richard und Nicolas Tanner gesendet. Im italienischsprachigen Teil wurden das erste Halbfinale auf RSI LA 2 und das Finale auf RSI LA 1 ausgestrahlt, kommentiert von Clarissa Tami und Paolo Meneguzzi. Das zweite Halbfinale wurde von keinem Schweizer Sender übertragen. Die Schweizer Punktevergabe verkündete die SF-Moderatorin Sara Hildebrand.

### Österreich
In Österreich wurden beide Halbfinale und das Finale mit Kommentar von Andi Knoll – während des Finales von Lukas Plöchl unterstützt – auf ORF eins gezeigt. Nach zehnjähriger Abstinenz kommentierten auch Stermann und Grissemann das Finale als Alternative im Zweikanalton und auf FM4. Kati Bellowitsch verkündete beim Finale die österreichischen Punkte. Dominic Heinzl führte zuvor zur Einstimmung durch ein Society-Magazin.

### Albanien
Die EBU erlaubte dem nationalen albanischen Fernsehsender RTSH, das Halbfinale mit Rona Nishliu nicht live im Fernsehen zu übertragen, da der 22. Mai nach einem schweren Busunfall zum nationalen Trauertag erklärt worden war. Für die Punktevergabe wurden nur die Stimmen der Jury gewertet.

### Produktionspartnerschaft
Der Host Broadcaster İctimai TV verpflichtete die deutsche Produktionsfirma Brainpool mit der technischen Umsetzung der Veranstaltung. Brainpool zeichnete bereits 2011 für die Produktion des ESC in Düsseldorf verantwortlich. Wie der ausführende Produzent Adil Karimli mitteilte, sei man von der damaligen „exzellenten Ausführung“ überzeugt gewesen. Daher habe man sich auch 2012 für Brainpool als Produktionspartner entschieden.
Um eine reibungslose Umsetzung der Sendung in Baku gewährleisten zu können, wurde hierfür nahezu sämtliches technische Equipment wie Kameras, Sende- und Aufzeichnungstechnik aus Deutschland angeliefert.

## Politisches und Menschenrechte
Im Zusammenhang mit den Bautätigkeiten für den Eurovision Song Contest in Baku soll es zu Menschenrechtsverletzungen gekommen sein. Human Rights Watch berichtet, dass Häuser und Wohnungen rechtswidrig enteignet und geräumt wurden, manchmal ohne Vorwarnung und nachts. Eigentümer, die ihre Wohnungen nicht verlassen wollten, seien zur Räumung gezwungen worden, indem ihnen Wasser und Strom abgestellt und sogar die Fenster entfernt wurden. Auch sollen Häuser abgerissen worden sein, bevor sie von den Bewohnern geräumt werden konnten. Zudem seien die von der Regierung geleisteten Kompensationszahlungen ungenügend, sofern sie überhaupt erfolgten.
Amnesty International rief anlässlich des Eurovision Song Contests zu Appellschreiben an den Präsidenten Aserbaidschans auf, um die Freilassung politischer Gefangener zu bewirken.
In Anlehnung an das Motto „Light Your Fire!“ skandierten in Baku Demonstranten für politische Reformen unter dem Motto „Fight Your Liar!“ (deutsch: „Bekämpft euren Lügner!“).
Bei einer Demonstration vor dem Finale des Eurovision Song Contest in Aserbaidschan sind nach Angaben der Opposition mehr als 60 Menschen festgenommen worden. Wie das Bündnis Public Chamber aufführte, wurden rund zehn Demonstranten verletzt. Auf einer belebten Promenade in der Hauptstadt Baku hatten sich am 25. Mai 2012 Dutzende Menschen versammelt und „Freiheit!“ gerufen.
Als einzige der 42 Jurysprecher und -sprecherinnen nutzte Anke Engelke die Aufmerksamkeit des Millionenpublikums im Finale, um deutlich auf die Menschenrechtslage in Aserbaidschan aufmerksam zu machen. In der Livesendung sagte sie zu Beginn der deutschen Punkteverkündung: „Tonight, nobody could vote for their own country, but it is good to be able to vote and it is good to have a choice. Good luck on your journey, Azerbaijan. Europe is watching you.“ (deutsch: „Heute Abend konnte niemand für sein eigenes Land abstimmen, aber es ist gut, wählen zu können, und es ist gut, eine Wahl zu haben. Viel Glück auf deinem Weg, Aserbaidschan. Europa schaut auf dich.“)
Am 7. März 2012 sagte Armenien seine Teilnahme in Baku ab. Als Begründung für den Boykott nannte das Staatsfernsehen in einem Statement Äußerungen des aserbaidschanischen Präsidenten, wonach dieser Armenier in aller Welt als Hauptfeinde Aserbaidschans bezeichnet habe – obwohl die dortigen Behörden versprochen hätten, die Sicherheit aller Teilnehmerländer zu garantieren.
Der Nachbarstaat Iran bezeichnete den Eurovision Song Contest als Beleidigung für den Islam und zog aus Protest gegen die westliche Orientierung Aserbaidschans seinen Botschafter aus Baku ab.